# ディヴォーション (キリスト教)
ディヴォーション（devotion、デヴォーション、デボーション、ディボーション）は、英語で忠誠・献身・傾倒などを意味する。「誓願により身を捧げる行為」を意味するラテン語 devotio を語源に持つ。キリスト教会では「神への信仰」あるいは「敬虔」を意味する語として用いられ、これが後に英語 devotion の原義となった。

## キリスト教におけるディヴォーション
"devotion" は、キリスト教における用語として「日々、時を定めて神の前に自らのこころ、たましいを静める営み」、「神との交わり」を指し、キリスト者学生会（KGK）などでは静思の時と呼ばれる。個人だけでなくスモールグループの時のテキストに使用される。
そのような「ディヴォーション」の内容は
- 聖書の通読―聖書の拾い読みではなく、聖書を順を追って日々何章かを読み進んでゆく営み―をする。
- 「ディヴォーショナル」（デボーションのための）と称される日々の短い読み物、特に、聖句の解説、に触れる。
- 自分のたましい、心の状態を神の前に曝け出して、思い巡らす。
- キリストにある兄弟姉妹、また、周囲の人々、果ては、全世界の人々を覚えて執り成しの祈りを捧げる。

からなる。
このような信仰的な営みが「ディヴォーション」という名のもとにキリスト教徒には推賞されている。中世の修道院においては、詩篇119篇164節に「私は日に七度、あなたをほめたたえます」とあることから、早朝、朝9時、正午、午後3時、夕方、夜、就寝前に「ディヴォーション」または祈りの時を定めていた。特に、朝は一日の始まりであるので、朝のディヴォーションは、神第一の姿勢の表れとして、大切なものとされている。ただし、現代では時間や方法は人それぞれで縛られることはない。

### ディヴォーションのテキスト
聖書そのものが日々のディヴォーションのテキストであるが、その註解や信仰の証（）その他の記事を掲載した書籍・月刊誌なども補助として刊行されている。

#### 雑誌
- 『アパ・ルーム』
- 『クレイ』
- 『羊群』
- 『聖書日課 日々の豊かなディボーションのために』 ― 日本イエス・キリスト教団の月刊誌『ベラカ』の裏表紙が本書の表紙となっており、表裏一体である。
- 『デイリーブレッド』
- 『日々のみことば』
- 『マナ』
- 『みことばの光』
- 『リビングライフ』

#### 書籍・トラクト
- 『幸いな人』
- 『祈りの日記』
- 『マルティン・ルター日々のみことば』（マルティン・ルター、鍋谷堯爾）
- 『朝ごとに』『夕ごとに』(チャールズ・スポルジョン)
- 『一日一言』(マーティン・ロイドジョンズ)
- 『いと高き方のもとに』(オズワルド・チェンバーズ)
- 『キリストに倣いて』(トマス・ア・ケンピス) ― 宗教改革前のディヴォーションの手引きの一つと認められている。

##### ポケット・ディボーション・シリーズ
いのちのことば社刊。
- 『霊的奥義』 (ハドソン・テーラー)
- 『信仰』(ジョージ・ミュラー)
- 『祈り』(チャールズ・スポルジョン)
- 『霊的力』(チャールズ・フィニー)
- 『聖霊』(R・A・トーレー)
- 『聖潔』(アンドリュー・マーレー)

## 共和政ローマの場合
ティトゥス・リウィウスによれば、共和政ローマでは敵を神々に奉献する場合、自軍の中から一人を選んで犠牲にすることが認められていたという。犠牲が死ねば成功だが、死ななければ奉献は失敗となり、代わりに大きな像を埋めてやり直しとして犠牲を殺す場合もあった。自らが率いるローマ軍団の勝利のため、自分自身を犠牲に捧げた執政官プブリウス・デキウス・ムスや、その同名の息子もいた。